# Mesochorus altissimus
Mesochorus altissimus är en stekelart som beskrevs av Dasch 1974. Mesochorus altissimus ingår i släktet Mesochorus och familjen brokparasitsteklar. Inga underarter finns listade i Catalogue of Life.